# Manuel Gutiérrez de la Concha e Irigoyen
No confundir con Manuel de la Concha.
Manuel Gutiérrez de la Concha e Irigoyen (Córdoba del Tucumán, Virreinato del Río de la Plata, 3 de abril de 1808 - Abárzuza, 27 de junio de 1874), i marqués del Duero y grande de España, fue un militar y político español, de tendencia liberal-moderada, notable por su combate contra las insurrecciones carlistas.

## Biografía
Manuel de la Concha nació en Córdoba, actual Córdoba, en el Virreinato del Río de la Plata, hijo de Petra Irigoyen y de Juan Gutiérrez de la Concha y Mazón, brigadier de la Real Armada y gobernador intendente de la provincia de Córdoba del Tucumán. Después de ser fusilado su padre durante la Revolución de Mayo de 1810, la familia fijó su residencia en España, donde Manuel de la Concha hizo sus estudios preparatorios. Hermano del político y militar José Gutiérrez de la Concha.
En 1820, con catorce años, ingresó en la Guardia Real, ascendió a alférez en 1825, a teniente en 1832 y a teniente coronel de Infantería en 1833. Su carrera militar se desarrollaría a un ritmo fulgurante durante la primera guerra carlista. En 1834, se incorporó a los isabelinos y, voluntariamente, al Ejército del Norte. Se distinguió en las acciones de Durango y fue herido en los combates de Alsasua y Zúñiga, por las que obtuvo la Cruz Laureada de San Fernando. En 1835 fue ascendido a coronel de infantería por las acciones del puente de Arquijas, batalla de Mendigorría, y la acción de Artaza, entre otras. Más tarde, participó también en las batallas de Galarreta y Arlabán. El 6 de abril de 1836 fue ascendido a teniente coronel mayor por las acciones de la toma de Hernani y Urnieta, en la cual se distinguió sobremanera. Por las acciones de Belascoain, en las que destacó Diego de León,  mereció una segunda cruz de San Fernando. Pasó entonces al Regimiento de Borbón, interviniendo en Chiva dentro de las acciones contra la Expedición Real. Volvió al Frente del Norte, al Regimiento Castilla, y en 1839 fue ascendido a brigadier, bajo las órdenes de Diego de León. Fue herido en la acción de Cirauqui, por lo que se le concedió la Cruz de Comendador de Isabel la Católica. Por sus méritos en las acciones de la batalla de Segura y la toma del Castillo de Castellote fue promovido en 1841 a mariscal de campo y nombrado comandante general de las provincias de Guadalajara, Cuenca y Albacete. Ese mismo año En junio derrotó en Olmedilla, a las facciones de las tropas carlistas mandadas por Balmaseda y Palacios, por lo cual le fue concedida otra de las varias Cruces Laureadas de San Fernando que ganaría a lo largo de su vida militar. Finalmente, fue destinado a Cataluña al frente de la 3.ª división del 1.º Cuerpo de Ejército batiéndose contra as tropas del general Cabrera, que finalmente pasaron a Francia a mediados de 1840.

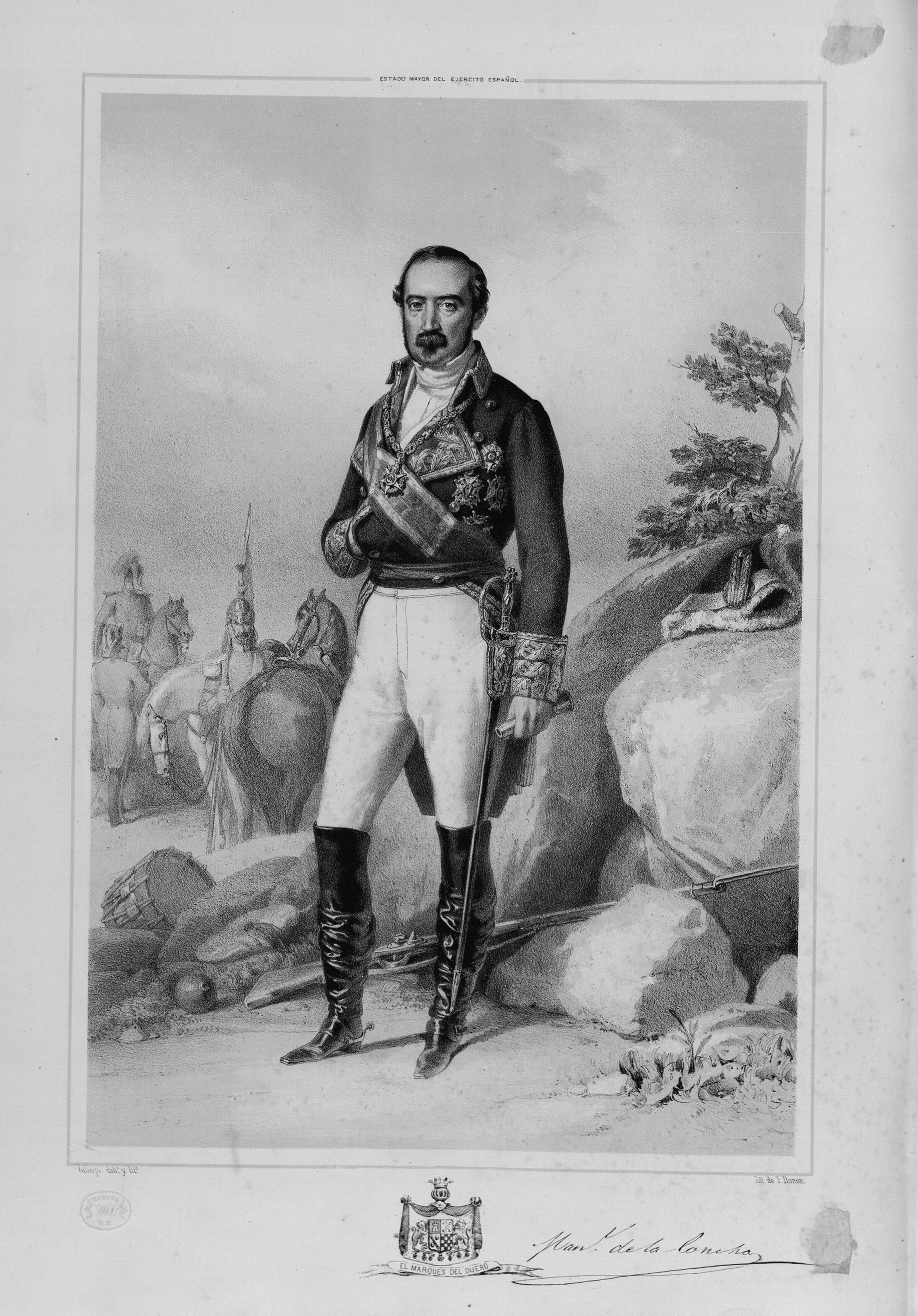
Retrato del marqués del Duero en Estado Mayor General del Ejército Español. Litografía de Vallejo.

Terminada la larga primera guerra carlista, la generación de militares de Gutiérrez de la Concha desarrollaría su carrera política bien a la sombra de la figura de Espartero, símbolo del progresismo, o bien del lado del moderatismo de Narváez y al que se adscribió Gutiérrez de la Concha. En octubre de 1841 año participó, con Diego de León, O´Donnell y otros militares y políticos moderados, en la tentativa liderada por Narváez para derribar la regencia de Espartero. Tras el fracaso del pronunciamiento de 1841, tuvo que exiliarse a Florencia. Sin embargo, en el verano de 1843 regresa del exilio junto con los espadones Ramón María Narváez, Juan González de la Pezuela, desembarcando en Valencia y, junto a Serrano y Luis González Bravo, que desembarcan en Barcelona, precipitan el fin de la regencia y el gobierno de Espartero. Por esta acción es ascendido a teniente general e inspector general de Infantería por le gobierno de Joaquín María López, así como comandante general de Aragón. Paralelamente a su carrera militar, comienza a ocupar responsabilidades políticas. Ocupa un escaño en las Cortes Generales por Cádiz en las legislaturas de 1843 y en la década moderada, bajo la presidencia de Narváez, por Valladolid en 1844-1845. En enero de 1845 fue nombrado capitán general y jefe del Ejército de Cataluña. Además, desde 1845 es nombrado senador vitalicio. 
Gracias a su prestigio militar, en 1847 recibió orden de encabezar una expedición para intervenir en Portugal sofocar la revolución de Maria da Fonte y mantener el gobierno de la reina María II de Portugal, siguiendo las directrices de la Cuádruple Alianza. Tras haber vencido el 30 de junio de 1847 a las fuerzas setembristas mandadas por el general Francisco Xavier da Silva Pereira, primer conde das Antas, consiguió restablecer por la fuerza la autoridad de la soberana portuguesa en la ciudad de Oporto. Por ese hecho recibió distinciones honoríficas tanto en Portugal como en España, concediéndosele el título del marquesado del Duero, con Grandeza de España de primera clase y Gran Cruz de la Torre y de la Espada de Portugal.
En 1848 releva al General Fernández de Cordova en el nuevo conflicto dinástico de la segunda guerra carlista, poniendo fin a la revuelta de los matiners (catalán: madrugadores) y obteniendo del Gobierno la categoría de capitán general de los Ejércitos nacionales en 1849 y prolongando su estancia en Barcelona hasta 1851.
A finales de la legislatura de 1850 a 1851 es vicepresidente del Senado y ejerce la representación de una parte del partido moderado que censura el desarrollo especulativo de los negocios del ferrocarril, denunciando algunos de los negocios emprendidos por del marqués de Salamanca. A comienzos de enero de 1854, el Gobierno manda sea desterrado a Santa Cruz de Tenerife junto con Manuel Bermúdez de Castro y Manuel Rancés y Villanueva, que abandonó para unirse en Barcelona al pronunciamiento de la revolución española de 1854, asumiendo la capitanía general, acallando los tumultos y mostrándose a favor de la Unión Liberal. Colaboró con el general Leopoldo O'Donnell durante el Bienio Progresista, ocupando, entre otros cargos, los de diputado a Cortes y presidente de la Junta Consultiva de Guerra y le fue concedido el Toisón de Oro en 1856. Continuó su carrera política con inteligencia, conocimientos y prestigio. Sus intervenciones parlamentarias se centraron, principalmente, en los ámbitos militares, del negocio de los ferrocarriles y de la agricultura. Señaló la falta de moralidad en las concesiones para la construcción de determinados tramos de ferrocarril o carreteras y la necesidad de mejorar la organización del Ejército. Fue nombrado presidente del Senado en 1858, cargo que ocuparía hasta durante cinco legislaturas seguidas, hasta 1865. En 1866 interviene junto con Serrano y Narváez en la represión de la sublevación del cuartel de San Gil.

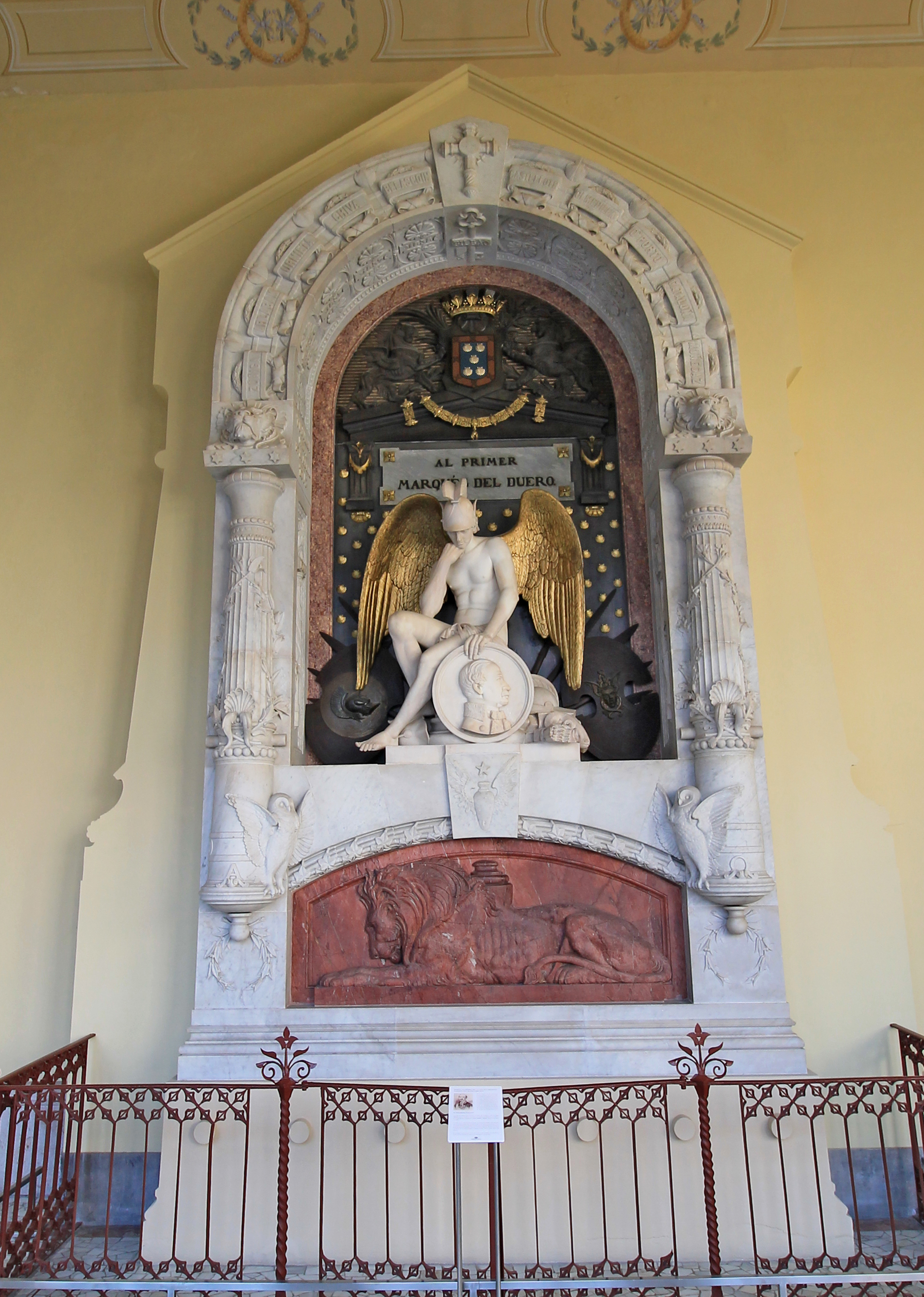
Mausoleo del marqués del Duero en el Panteón de Hombres Ilustres de Madrid.

En 1866 se produce el enlace de su única hija con el político de la Unión Liberal el marqués de Sardoal. Durante la década de 1860 realizó varios viajes por España y Europa, y por sus inquietudes agrícolas, puso en marcha la que sería la colonia agrícola San Pedro Alcántara, la más moderna de su tiempo. Tras la revolución de Cádiz de 1868, junto y bajo las órdenes de su hermano y accidental Presidente del Gobierno, José Gutiérrez de la Concha, se puso al lado de la reina Isabel II. Tras ganar el general Serrano la decisiva batalla de Alcolea, Gutiérrez de la Concha negocia y cede el poder a los revolucionarios el 29 de septiembre. Junto a Topete, Fernández de Córdoba, Zavala y otras autoridades, en diciembre de 1870 forma parte de la comitiva que recibe en Cartagena a Amadeo I de Saboya.
A pesar de ser ya sexagenario, a petición del general Serrano, volvió a la actividad militar y política en 1872, para intervenir en la tercera guerra carlista, convirtiéndose en uno de los más firmes partidarios del hijo de reina Isabel II en el exilio, Alfonso. El gobierno de la Primera República en 1874 le entregó el mando del Tercer Cuerpo del Ejército del Norte. En los tres meses durante los cuales estuvo al mando del frente del Norte consiguió victorias de importancia, como el levantamiento del sitio de Bilbao, en mayo. En los preliminares del ataque a Estella, la capital simbólica de los carlistas, una bala le atravesó el pecho durante la batalla de Monte Muro, cerca del pueblo de Abárzuza, en la tarde del 27 de junio de 1874.

## Colonia agrícola San Pedro Alcántara

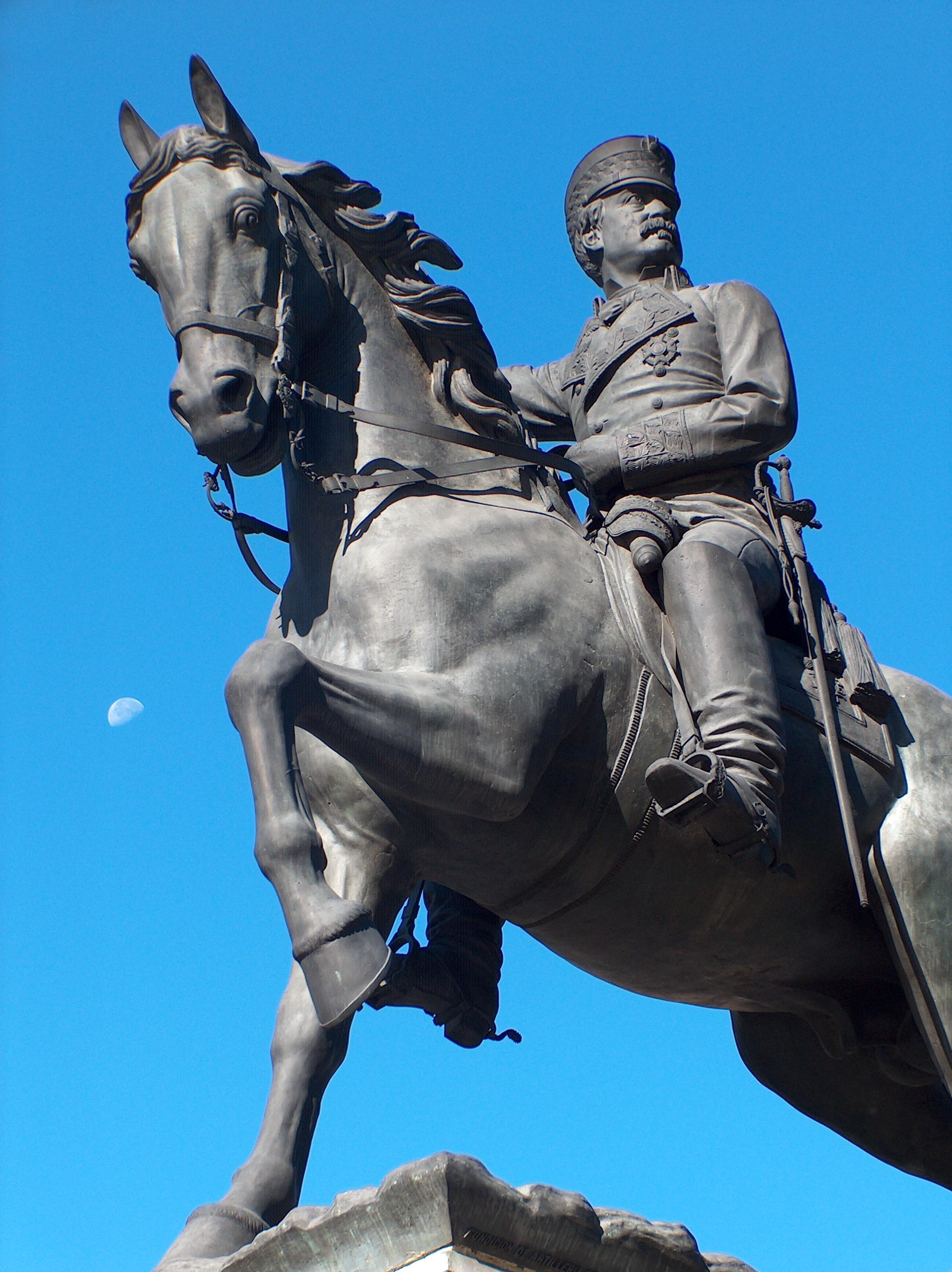
Monumento al Marqués del Duero, en Plaza del Doctor Marañón en el Paseo de la Castellana (1885). Autor: Andreu Aleu

Entre las empresas en las que participó el marqués del Duero destacó la puesta en marcha de la moderna colonia agrícola San Pedro Alcántara, en un amplio latifundio de más de 5000 hectáreas que se extendía por terrenos de Marbella, Estepona y Benahavís. Fue la explotación agrícola más moderna del país, introduciendo mejoras técnicas los cultivos, un moderno sistema de regadío y maquinaria agrícola importada de Inglaterra y Francia. El cultivo principal fue la caña de azúcar, primero en la vega de Málaga y después en la colonia agrícola San Pedro Alcántara.
La colonia se formó por la agregación de diversas fincas y haciendas al patrimonio previo de la esposa del marqués del Duero, Francisca de Paula Tovar, marquesa de Revilla, de Aguilares y de Castro de Torres, condesa de Cancelada y de Lences. La pionera colonia agrícola San Pedro Alcántara dio lugar a la actual población de San Pedro Alcántara. 

## Obras destacadas
Gran estratega, fue el autor de las obras de táctica militar del s.XIX Proyecto de Táctica del Arma de Caballería y de Proyecto de Táctica de las Tres Armas, obra reeditada por el Ministerio de Defensa en 1989.

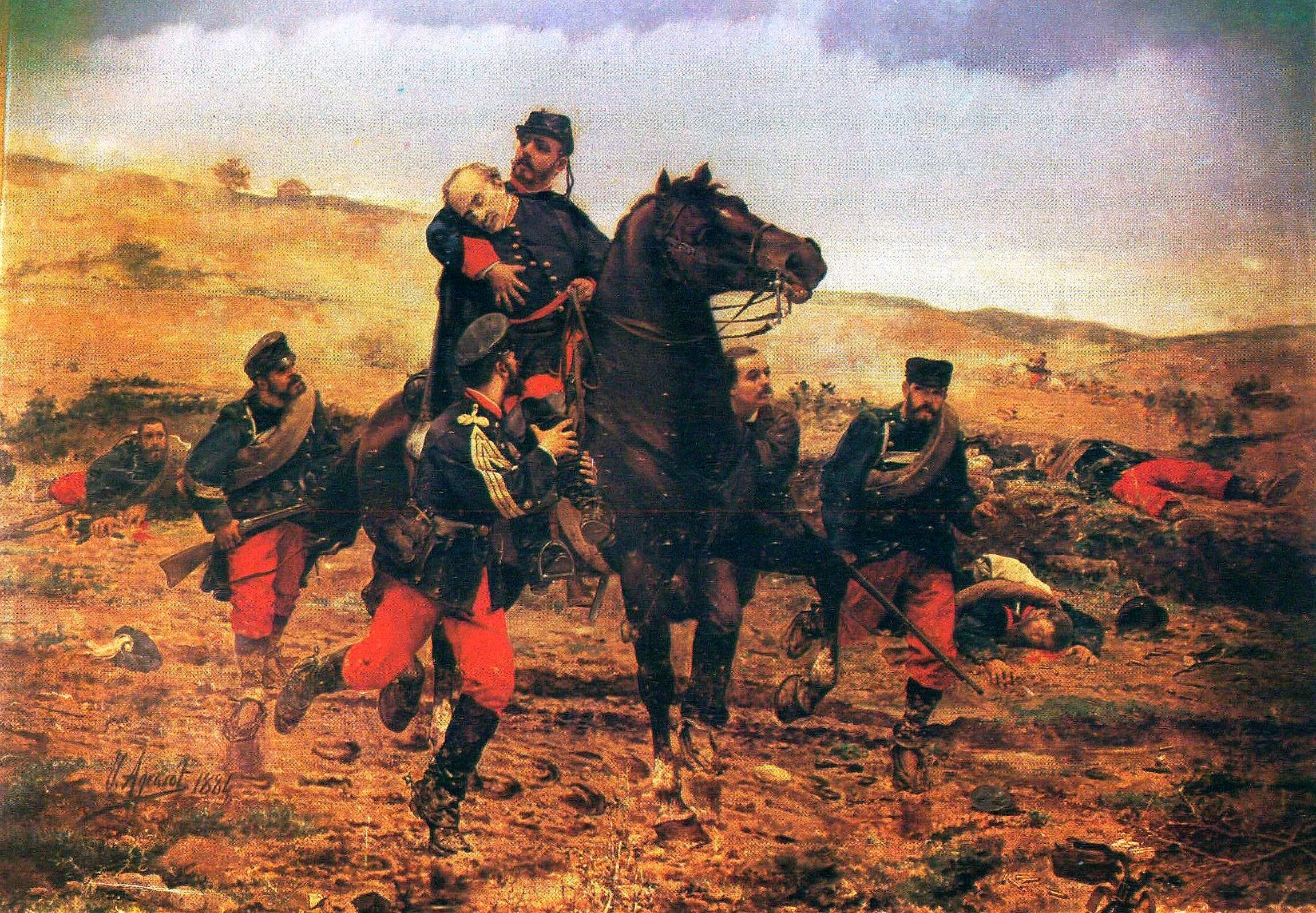
Muerte del Marqués del Duero, por Joaquín Agrasot, pintura de 1884.